# Saltfjärden (sumpmark i Finland)
Saltfjärden är en sumpmark i Finland. Den ligger i Kyrkslätt i landskapet Nyland, i den södra delen av landet, 26 km väster om huvudstaden Helsingfors.